# 제러미 데이비스 (음악가)
제러미 데이비스(Jeremy Davis, 1985년 2월 8일 ~ )는 미국의 베이시스트로, 파라모어의 전 구성원이다.